# Braia (Corniglio)
Braia è una frazione del comune italiano di Corniglio, nella provincia di Parma, in Emilia-Romagna.

## Geografia fisica
Braia sorge sulle pendici del Monte Cervellino, sulla sinistra orografica del torrente Parma, ad un'altezza di 830 m s.l.m. e dista circa 2 km dal capoluogo comunale.
Il borgo è posto lungo la via Longobarda, una delle vie storiche dell'Emilia-Romagna, che mette in collegamento la pianura Padana con il mar Ligure.

## Storia
Borgo di origine medioevale, deve il suo nome al vocabolo di origine longobarda braida, che significa campo suburbano coltivato a prato, poiché vicinissimo all'abitato di Vestana. Fu luogo di provenienza della famiglia Conforti sin dal XIV secolo.

## Monumenti e luoghi d'interesse

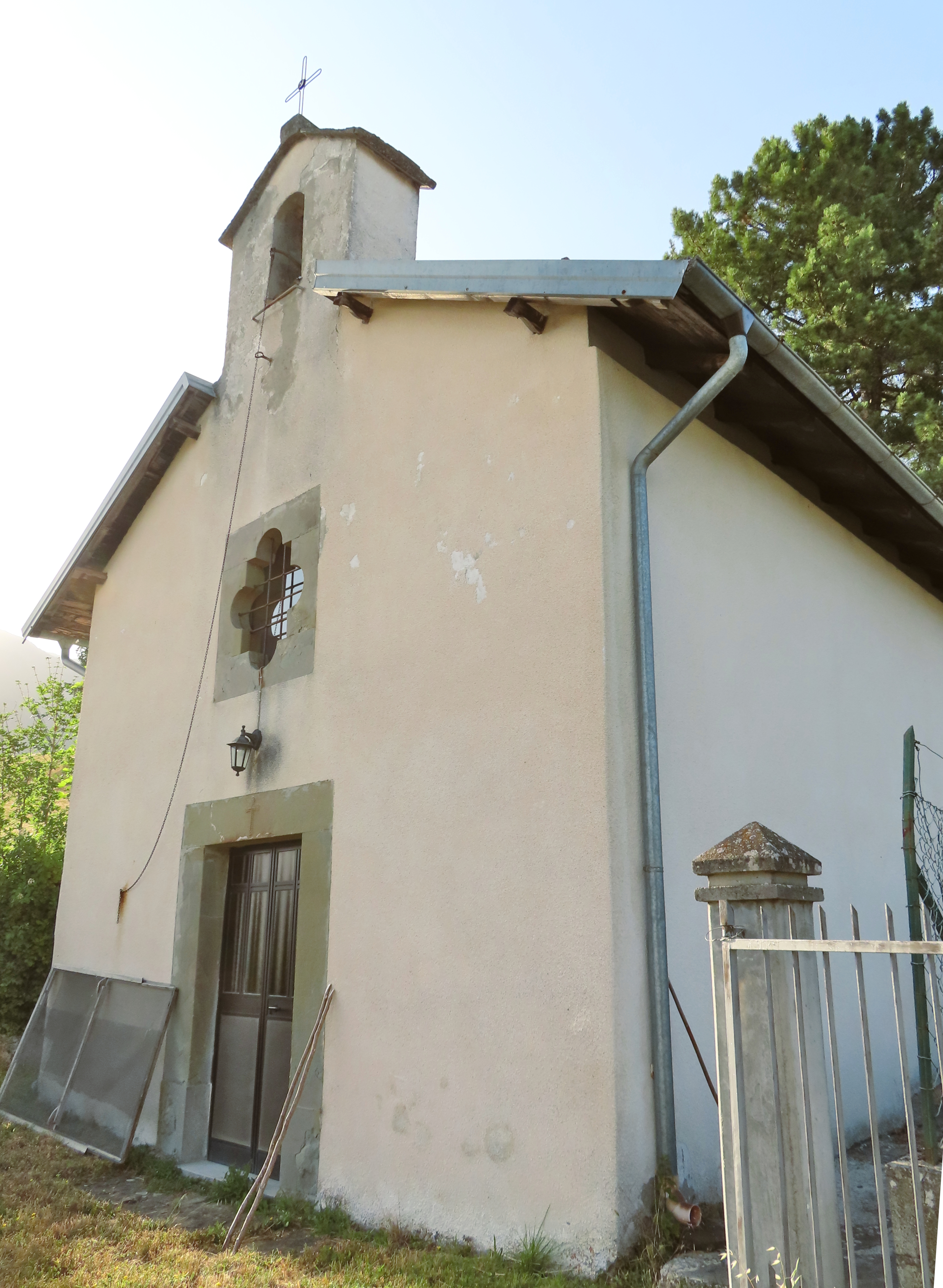
Oratorio di San Fermo

Gli edifici che compongono il borgo permettono in alcuni casi di rintracciare elementi di interesse storico-architettonico, come per esempio portali architravati e decorati del XVIII e XIX secolo, vicoli coperti ad arco voltato e finestre a stipiti irregolari sopravvissute dal Basso Medioevo. Di particolare interesse una casa con loggia a due arcate risalente al XVI secolo.
All'ingresso del paese si trova l'oratorio di San Fermo, edificato agli inizi del XVIII secolo. L'esterno è caratterizzato da un portale in pietra arenaria, finestrella centrale polilobata e un campaniletto a vela con monofora. All'interno, a navata unica con abside voltato e vela, si conserva una settecentesca pala raffigurante l'Annunciazione, san Fermo, san Francesco e san Benedettino.